# KFC Uerdingen 05
Der Krefelder Fußballclub Uerdingen 05 e. V. (von 1905 bis 1953 FC Uerdingen 05, von 1953 bis 1995 FC Bayer 05 Uerdingen), kurz KFC Uerdingen 05 oder KFC Uerdingen genannt, ist ein 1905 in der damals selbständigen Stadt Uerdingen gegründeter Fußballverein, dessen Heimstadion im heutigen Krefelder Stadtteil Bockum beheimatet ist. Der Verein gewann 1985 den DFB-Pokal sowie dreimal den Niederrheinpokal (1982, 2001 und 2019). In der Saison 2025/26 startet der KFC Uerdingen in der fünftklassigen Oberliga Niederrhein, nachdem man zum fünften Mal in der Vereinsgeschichte Insolvenz anmelden musste und infolgedessen abstieg.

## Geschichte
Der Verein, der 1905 als FC Uerdingen 05 gegründet wurde, schloss sich 1953 mit der Betriebssportgruppe des Chemiekonzerns Bayer zusammen. Bis 1995 hieß der Verein FC Bayer 05 Uerdingen. Seit dem Rückzug der Bayer AG aus dem Sponsoring der Fußballabteilung agiert diese unter dem heutigen Namen. Der KFC Uerdingen 05 ist Rechtsnachfolger des früheren Vereins; die übrigen Abteilungen sind seither als SC Bayer 05 Uerdingen organisiert, welcher 2024 umbenannt wurde in SC Krefeld 05. Die Farben beider Vereine, Blau und Rot, entsprechen den Uerdinger Stadtfarben.

### Beginn und Aufstieg (1905–1971)
| Saison  | Liga                             | Level | Platz | Tore  | Punkte |
| ------- | -------------------------------- | ----- | ----- | ----- | ------ |
| 1946/47 | Bezirkskl. Li. NR Kempen/Krefeld | II    | 02.   | 50:25 | 28:10  |
| 1947/48 | Bezirkskl. Li. NR Gr.2           | III   | 03.   | 52:19 | 26:10  |
| 1948/49 | Bezirkskl. Li. NR Gr.2           | III   | 03.   | 42:22 | 25:17  |
| 1949/50 | Bezirkskl. Li. NR Gr.2           | IV    | 09.   | 49:41 | 27:29  |
| 1950/51 | Bezirkskl. Li. NR Gr.2           | IV    | 07.   | 46:40 | 25:23  |
| 1951/52 | Bezirkskl. Li. NR Gr.2           | IV    | 12.   | 56:58 | 27:37  |
| 1952/53 | Bezirkskl. Li. NR Gr.2           | IV    | 10.   | 48:45 | 33:31  |
| 1953/54 | Bezirkskl. Li. NR Gr.2           | IV    | 08.   | 45:42 | 30:30  |
| 1954/55 | Bezirkskl. Li. NR Gr.2           | IV    | 08.   | 47:50 | 26:30  |
| 1955/56 | Bezirkskl. Li. NR Gr.2           | IV    | 03.   | 82:45 | 41:19  |
| 1956/57 | Landesliga Gr. 2                 | IV    | 12.   | 36:52 | 26:34  |
| 1957/58 | Landesliga Gr. 2                 | IV    | 03.   | 67:42 | 38:22  |
| 1958/59 | Landesliga Gr. 2                 | IV    | 03.   | 48:38 | 39:21  |
| 1959/60 | Landesliga Gr. 2                 | IV    | 04.   | 56:41 | 34:26  |
| 1960/61 | Landesliga Gr. 2                 | IV    | 02.   | 84:47 | 39:21  |
| 1961/62 | Landesliga Gr. 2                 | IV    | 04.   | 55:39 | 34:26  |
| 1962/63 | Landesliga Gr. 2                 | IV    | 01.   | 56:34 | 38:22  |
| 1963/64 | Verbandsliga                     | III   | 06.   | 58:56 | 35:33  |
| 1964/65 | Verbandsliga                     | III   | 10.   | 57:55 | 28:36  |
| 1965/66 | Verbandsliga                     | III   | 05.   | 51:45 | 32:28  |
| 1966/67 | Verbandsliga                     | III   | 02.   | 56:36 | 41:19  |
| 1967/68 | Verbandsliga                     | III   | 08.   | 45:44 | 29:31  |
| 1968/69 | Verbandsliga                     | III   | 02.   | 47:20 | 43:17  |
| 1969/70 | Verbandsliga                     | III   | 09.   | 45:44 | 30:30  |
| 1970/71 | Verbandsliga                     | III   | 01.   | 55:21 | 48:16  |

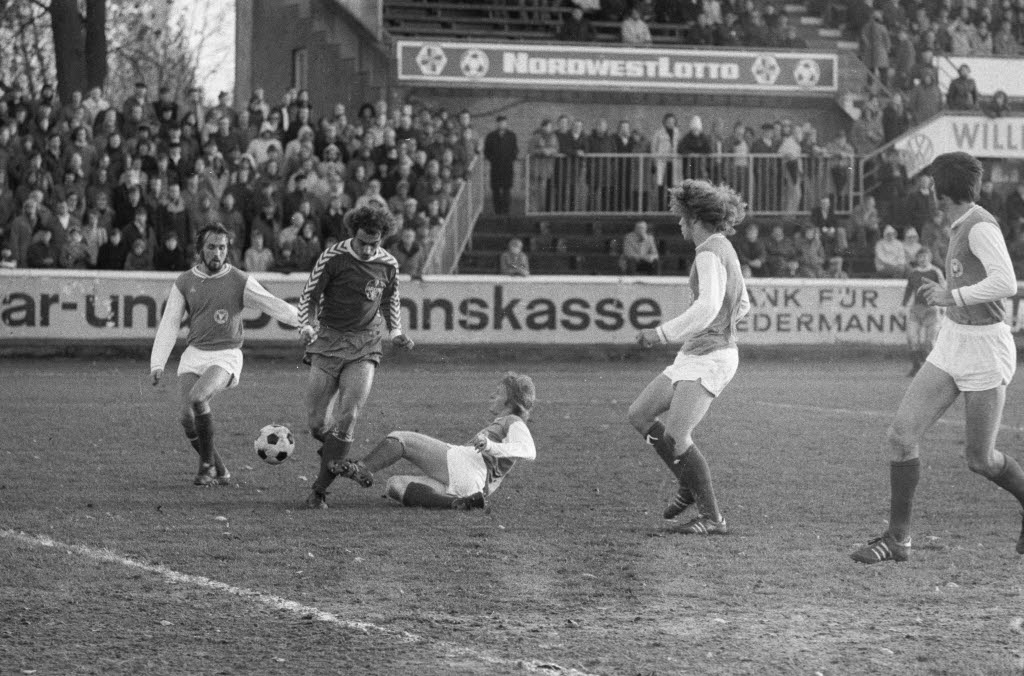
Auswärtssieg im DFB-Pokal bei Holstein Kiel (1:0), 26. Oktober 1974

Der FC Uerdingen 05 wurde von 12 Bürgern am 17. November 1905 im Hotel Kellner auf der Oberstraße in Uerdingen am Rhein gegründet. Joseph Fischer wurde der erste Präsident des Vereins, der sich dem Westdeutschen Fußballverband anschloss. 1911 wurde man Meister der C-Klasse und stieg in die B-Klasse auf. Erste internationale Gegner wie der RSC Anderlecht (am 23. März 1913) sowie der Pariser Verein Étoile des Deux Lacs wurden als Gäste in Krefeld empfangen. Der Erste Weltkrieg unterbrach die Aufwärtsentwicklung des jungen Vereins, nur gemeinsam mit dem FC Rhenania Krefeld konnte eine Mannschaft gestellt werden. In der Saison 1919/20 wurde Uerdingen in seiner Spielklasse Meister und spielte fortan in der damals höchsten Liga, die schlicht „Liga“ hieß. Der Verein wuchs in dieser Zeit sehr stark, auch weil weitere Sportarten angeboten wurden. Im Jahr 1924 stellte die Stadt Krefeld einen neuen Sportplatz zur Verfügung, der jedoch neun Jahre später einer Auffahrt der neu errichteten Rheinbrücke weichen musste. Auch das eigene Vereinsgelände musste geräumt werden, da es zum Bau der damaligen „Adolf-Hitler-Brücke“ benötigt wurde. Der Verein spielte 1928 nur noch in der 2. Bezirksklasse. 1940 spielte man dann mit unter anderem Borussia Mönchengladbach in einer Liga mit den stärksten Mannschaften der Region. Ab 1. Oktober 1941 bis zum Ende des Zweiten Weltkriegs bildete der FC Uerdingen 05 zusammen mit dem rivalisierenden VfB Uerdingen 1910 die Kriegsspielgemeinschaft KSG Uerdingen. Im Juli 1945 fusionierten beide Vereine zur Spielvereinigung 05/10 Uerdingen. Am 20. April 1948 spaltete sich jedoch der VfB wieder ab – aus der Spielvereinigung entstand der FC Uerdingen 05.
1953 fusionierte der FCÜ mit den Uerdinger Werkssportgruppen der Bayer AG und hieß fortan FC Bayer Uerdingen 05. Den Fußballern der ersten Mannschaft von „Bayer 05“ gelang in den folgenden Dekaden mehrfach der Aufstieg: 1956 in die Landesliga, 1963 in die Verbandsliga Niederrhein und 1971 in die damals zweitklassige Regionalliga West. Zudem erreichte man im Jahr 1967 das Halbfinale bei der Deutschen Amateurmeisterschaft.

### Regionalliga und Bundesliga (1971–1983)
| Saison  | Liga               | Level | Platz | Tore  | Punkte |
| ------- | ------------------ | ----- | ----- | ----- | ------ |
| 1971/72 | Regionalliga West  | II    | 07.   | 49:51 | 35:33  |
| 1972/73 | Regionalliga West  | II    | 03.   | 73:50 | 43:25  |
| 1973/74 | Regionalliga West  | II    | 03.   | 82:40 | 51:17  |
| 1974/75 | 2. Bundesliga Nord | II    | 02.   | 66:38 | 51:25  |
| 1975/76 | 1. Bundesliga      | I     | 18.   | 28:69 | 22:46  |
| 1976/77 | 2. Bundesliga Nord | II    | 04.   | 78:52 | 43:33  |
| 1977/78 | 2. Bundesliga Nord | II    | 07.   | 75:64 | 41:35  |
| 1978/79 | 2. Bundesliga Nord | II    | 02.   | 83:44 | 53:23  |
| 1979/80 | 1. Bundesliga      | I     | 15.   | 43:61 | 29:39  |
| 1980/81 | 1. Bundesliga      | I     | 18.   | 47:79 | 20:48  |
| 1981/82 | 2. Bundesliga      | II    | 12.   | 47:57 | 38:38  |
| 1982/83 | 2. Bundesliga      | II    | 03.   | 65:44 | 48:28  |

Im Profifußball der Regionalliga West konnte Bayer 05 mithalten und wurde dank guter Platzierungen in den Jahren 1971 bis 1974 (Siebter, Dritter, Dritter) in die neu geschaffene 2. Bundesliga Nord aufgenommen. In der Saison 1974/75 wurde man Zweiter und konnte sich in den Aufstiegsspielen gegen den Zweiten aus dem Süden, den FK Pirmasens, durchsetzen und stieg erstmals in die Bundesliga auf.
In der Bundesligasaison 1975/76 gelang Uerdingen am vierten Spieltag mit einem 2:1-Sieg über Bayern München der erste Sieg in der Bundesliga. Dabei gelangen Lorenz Günther-Köstner zwei Tore in der zweiten Halbzeit, die Münchener Gästeführung in der Grotenburg hatte Gerd Müller erzielt. Da Bayer jedoch nur noch fünf weitere Siege sowie zehn Remis bei achtzehn Niederlagen gelangen, endete die erste Saison in der Bundesliga mit dem sofortigen Wiederabstieg. Als Zweitligist sorgte der Club 1977 im DFB-Pokal für Furore. Nach Heimsiegen über die Bundesligaklubs 1. FC Kaiserslautern (3:1), Werder Bremen (2:0) und Eintracht Frankfurt (6:3 n. V.) erwies sich erst im Halbfinale Hertha BSC (0:1) als stärker. 1979 stieg Bayer 05 erneut in die Bundesliga auf, jedoch bereits 1981 wieder ab.

### Erfolgreichste Zeit (1983–1995)
| Saison  | Liga               | Level | Platz | Tore  | Punkte |
| ------- | ------------------ | ----- | ----- | ----- | ------ |
| 1983/84 | 1. Bundesliga      | I     | 10.   | 66:79 | 31:37  |
| 1984/85 | 1. Bundesliga      | I     | 07.   | 57:52 | 36:32  |
| 1985/86 | 1. Bundesliga      | I     | 03.   | 63:60 | 45:23  |
| 1986/87 | 1. Bundesliga      | I     | 08.   | 51:49 | 35:33  |
| 1987/88 | 1. Bundesliga      | I     | 11.   | 59:61 | 31:37  |
| 1988/89 | 1. Bundesliga      | I     | 13.   | 50:60 | 31:37  |
| 1989/90 | 1. Bundesliga      | I     | 14.   | 41:48 | 30:38  |
| 1990/91 | 1. Bundesliga      | I     | 17.   | 34:54 | 23:45  |
| 1991/92 | 2. Bundesliga Nord | II    | 1.    | 47:29 | 39:25  |
| 1992/93 | 1. Bundesliga      | I     | 17.   | 35:64 | 24:44  |
| 1993/94 | 2. Bundesliga      | II    | 02.   | 49:30 | 47:29  |
| 1994/95 | 1. Bundesliga      | I     | 15.   | 37:52 | 25:43  |

1983 gelang den Uerdingern zum dritten Mal der Aufstieg in die Bundesliga. In den Relegationsspielen wurde der hoch favorisierte FC Schalke 04 bezwungen. Bayer Uerdingen schaffte anschließend souverän den Klassenerhalt und belegte mit Platz 10 einen vor der Saison kaum für möglich gehaltenen Mittelfeldplatz.
1985 gewannen die Uerdinger den DFB-Pokal, indem sie im ersten Endspiel im Berliner Olympiastadion den FC Bayern München mit 2:1 bezwangen. Die Tore beim historischen Uerdinger Sieg erzielten Horst Feilzer und Wolfgang Schäfer. Beim nächsten Aufeinandertreffen der beiden Vereine in der Bundesliga gewann Uerdingen mit 1:0 durch ein Eigentor des Müncheners Helmut Winklhofer, das als erstes Eigentor überhaupt zum Tor des Monats gewählt wurde. Durch den Sieg im DFB-Pokal startete Uerdingen im Europapokal der Pokalsieger, wo es nach Siegen gegen den FC Zurrieq (12:0) und Galatasaray Istanbul (3:1) zum Duell gegen Dynamo Dresden kam. Das 7:3 wurde zum sogenannten Wunder von der Grotenburg: Nach einer 0:2-Hinspiel-Niederlage in der DDR und einem 1:3-Pausenstand konnte das Spiel am 19. März 1986 in einer legendären zweiten Spielhälfte noch gedreht werden. Statt der notwendigen fünf Tore wurden in der zweiten Halbzeit sogar sechs Treffer erzielt. Mehr als 200 Journalisten, Spieler und Trainer wählten diese deutsch-deutsche Begegnung im Januar 2007 bei einer Umfrage des Magazins 11 Freunde zum größten Fußballspiel aller Zeiten. Im Halbfinale unterlag man dann Atlético Madrid. In der Bundesliga belegten die Uerdinger hinter Bayern München und Werder Bremen einen sensationellen dritten Rang. 1987 verließ Feldkamp die Uerdinger, um Trainer bei Eintracht Frankfurt zu werden. Uerdingen wurde in der Bundesliga Achter, im DFB-Pokal setzte es nach Siegen gegen den VfB Stuttgart, 1. FC Nürnberg und 1. FC Köln im Viertelfinale ein 2:9 bei Borussia Mönchengladbach. Außerdem erreichte man das UEFA-Cup-Achtelfinale, in dem man dem FC Barcelona unterlag. 1988 gewann der Verein den DFB-Hallenpokal.
In der Saison 1990/91 stieg Bayer Uerdingen in die 2. Bundesliga ab. Es gelang aber der direkte Wiederaufstieg. 1993 konnte die Klasse wieder nicht gehalten werden, die Rückkehr in die Bundesliga gelang aber 1994 erneut. Am letzten Spieltag konnte Uerdingen mit Platz 15 den Klassenerhalt sichern.
International waren die Krefelder speziell im Intertoto Cup erfolgreich in einer Zeit, als die UEFA diesen noch nicht als eigenen Wettbewerb ansah – Ende der 1980er und Anfang der 1990er Jahre gewannen sie diesen gleich viermal.
In dieser Zeit waren auch die Jugendfußballer des Vereins erfolgreich. 1987 wurden sowohl die A-Jugend (2:1 gegen Eintracht Frankfurt) als auch die B-Jugend (4:0 gegen den 1. FC Nürnberg) Deutscher Meister. Im Jahr darauf gewann die A-Jugend den DFB-Junioren-Pokal.

### Trennung von der Bayer AG und Absturz in die Amateurligen (1995–2008)
| Saison  | Liga               | Level | Platz | Tore  | Punkte |
| ------- | ------------------ | ----- | ----- | ----- | ------ |
| 1995/96 | 1. Bundesliga      | I     | 18.   | 33:56 | 26     |
| 1996/97 | 2. Bundesliga      | II    | 09.   | 46:44 | 44     |
| 1997/98 | 2. Bundesliga      | II    | 13.   | 36:40 | 43     |
| 1998/99 | 2. Bundesliga      | II    | 16.   | 34:57 | 31     |
| 1999/00 | Regionalliga W/SW  | III   | 11.   | 52:52 | 48     |
| 2000/01 | Regionalliga Nord  | III   | 12.   | 50:62 | 48     |
| 2001/02 | Regionalliga Nord  | III   | 05.   | 49:41 | 53     |
| 2002/03 | Regionalliga Nord  | III   | 10.   | 43:51 | 45     |
| 2003/04 | Regionalliga Nord  | III   | 07.   | 46:48 | 46     |
| 2004/05 | Regionalliga Nord  | III   | 09.   | 43:50 | 49     |
| 2005/06 | Oberliga Nordrhein | IV    | 11.   | 38:41 | 38     |
| 2006/07 | Oberliga Nordrhein | IV    | 10.   | 45:45 | 48     |
| 2007/08 | Oberliga Nordrhein | IV    | 13.   | 55:67 | 43     |

Eintrittskarte der Saison 1996/97

Obwohl in der Saison 1994/95 die Klasse (Bundesliga) gehalten wurde, gab die Bayer AG den Ausstieg aus dem Sponsoring der Fußball-Bundesligamannschaft bekannt. Die Fußballabteilung heißt als Rechtsnachfolger des FC Bayer 05 Uerdingen seither KFC Uerdingen 05; der übrige Verein nannte sich von 1995 bis 2024 SC Bayer 05 Uerdingen und heißt heute SC Krefeld 05.
1996 stieg 05 in die Zweite Liga ab. 1998 erhielt man die Lizenz für die kommende Spielzeit erst im letzten Anlauf. Der folgende personelle Aderlass (Auflösung der Amateurmannschaft eingeschlossen) führte in der Saison 1998/99 zum Absturz in die Drittklassigkeit. Einen Erfolg feierte die A-Jugend des Vereins, die in der Saison 1997/98 im Elfmeterschießen gegen Eintracht Frankfurt den DFB-Jugend-Kicker-Pokal gewann. In der Regionalliga Nord gelang dann unter großen Schwierigkeiten ein Neuaufbau. 2004/05 wurde jedoch gegen Lizenzauflagen verstoßen; der DFB entzog dem Verein deshalb am 25. Mai 2005 die Lizenz für die zu diesem Zeitpunkt noch laufende, sportlich durchaus erfolgreiche Saison. Dies bedeutete den Abstieg in die viertklassige Oberliga Nordrhein.
Die Mannschaft wurde für die Saison 2005/06 unter schwierigsten finanziellen Rahmenbedingungen und ohne Hauptsponsor komplett neu formiert. Das Ziel Regionalliga-Aufstieg wurde nach gutem Start mit nur einem Sieg in der Rückrunde 2006 und Rang 11 allerdings klar verpasst. Teil der Rettungsmaßnahmen gegen den während des gesamten Jahres 2005 drohenden Konkurs war das am 21. Januar 2006 im Grotenburg-Stadion ausgetragene Freundschaftsspiel gegen die Bundesliga-Mannschaft des FC Bayern München (0:4). 18.886 zahlende Zuschauer sahen die Partie, die zugleich Höhepunkt der Feierlichkeiten zum 100-jährigen Vereinsjubiläum war, gegen den deutschen Rekordmeister, der mit zahlreichen Nationalspielern aufgelaufen war.
Auch die Saison 2006/07 stand nach einem erneuten personellen Aderlass im Zeichen des Neuaufbaus. Ende Juli 2006 konnte der KFC nach anderthalb Jahren mit blanker Brust einen neuen Hauptsponsor präsentieren. Im Frühsommer wurde das Insolvenzverfahren erfolgreich abgeschlossen, der Verein war erstmals seit zehn Jahren weitgehend schuldenfrei. Ferner konnten durch die Fanaktion 1905%fans mehr als 1.300 Anhänger des Vereins zu einem finanziellen Engagement bewogen werden, wodurch der Verein nach dem neuen Brust- auch einen Trikotärmelsponsor gewann. Sportlich wurde das Saisonziel einstelliger Tabellenplatz fast über den gesamten Saisonverlauf erreicht; erst am letzten Spieltag rutschte das Team auf Tabellenplatz 10. Ein noch besseres Abschneiden verhinderte die Auswärtsschwäche der Mannschaft, die im heimischen Grotenburg-Stadion die beste Saison seit Jahren gespielt hatte.
Erklärtes Ziel für die Saison 2007/08 war ein Platz unter den ersten Vier, also die Qualifikation für die neue dreigleisige Regionalliga. Würde dieses Ziel verpasst, drohte der Absturz in die dann fünftklassige NRW-Liga oder (ab Platz 12) sogar in die sechstklassige Verbandsliga Niederrhein.
Der Auftakt zur neuen Spielzeit verlief für den KFC durchwachsen, u. a. mit einem 0:6-Auswärtsdebakel und 1:2- bzw. 1:3-Heimschlappen gegen die „Aufstiegs“-Konkurrenten aus Mönchengladbach, Bonn und Essen. Auch der Rückrundenauftakt misslang zur Gänze. Das ursprüngliche Saison-Motto Die Vier im Visier wurde bereits im Winter von der Vereins-Homepage entfernt. Ende August 2007 kam es im Verein zu einem Führungskonflikt, in dessen Verlauf mehrere Vorstandsmitglieder zurücktraten.
Im November 2007 musste Vereinspräsident Ralf Houben eine Etat-Unterdeckung von 250.000 Euro einräumen. Am 17. Dezember 2007 stellte der Verein zum dritten Mal nach 2003 und 2005 einen Antrag auf Eröffnung eines Insolvenzverfahrens. Houben rief wegen der Liquiditätsprobleme Politik und Wirtschaft zur Mithilfe auf. Wenige Wochen später legte er sein Amt nieder, der Verwaltungsratsvorsitzende Olaf Stiller übernahm vorübergehend den Posten des Ersten Vorsitzenden. Mit Freundschaftsspielen gegen Rot-Weiß Oberhausen und den MSV Duisburg und nicht zuletzt dank zahlreicher Rettungsaktionen der Fans konnte der KFC schließlich die drohende Insolvenz abwenden und die Saison fortsetzen. Stiller räumte sein Amt für den Meerbuscher Unternehmer Agissilaos „Lakis“ Kourkoudialos, der mit einem Darlehen über 100.000 Euro maßgeblichen Anteil an der Abwendung der Zahlungsunfähigkeit hatte. Ein weiteres „Retterspiel“ fand am Osterdienstag, 25. März, gegen Eintracht Frankfurt statt. Trotz der Bemühungen und dem zwischenzeitlichen Tabellenplatz 9 stieg der KFC Uerdingen aus der Oberliga Nordrhein ab und musste in der Saison 2008/09 in der sechstklassigen Niederrheinliga antreten.

### Die Ära „Lakis“ (2008–2016)
| Saison  | Liga                 | Level | Platz | Tore  | Punkte |
| ------- | -------------------- | ----- | ----- | ----- | ------ |
| 2008/09 | VL Niederrhein       | VI    | 08.   | 43:50 | 47     |
| 2009/10 | VL Niederrhein       | VI    | 03.   | 64:36 | 56     |
| 2010/11 | VL Niederrhein       | VI    | 01.   | 93:29 | 84     |
| 2011/12 | NRW-Liga             | V     | 08.   | 56:50 | 56     |
| 2012/13 | Oberliga Niederrhein | V     | 01.   | 98:32 | 96     |
| 2013/14 | Regionalliga West    | IV    | 17.   | 30:71 | 27     |
| 2014/15 | Regionalliga West    | IV    | 15.   | 34:63 | 34     |
| 2015/16 | Oberliga Niederrhein | V     | 02.   | 59:38 | 62     |

In der ersten Spielzeit landete man dort auf dem 8. Tabellenplatz. Kourkoudialos wollte den Aufstieg von der sechsten in die 3. Liga in einem Zeitraum von fünf Jahren. Die Spielzeit 2009/10 beendeten die Krefelder auf Platz 3, sie mussten somit ein weiteres Jahr in der Sechstklassigkeit verbringen.
Zum Abschluss der Saison 2010/11 sicherte sich der KFC am 29. Mai 2011 (38. Spieltag) mit einem 2:1-Erfolg beim Wuppertaler SV Borussia II die Meisterschaft der Niederrheinliga und stieg in die NRW-Liga auf. Konkurrent TuRU Düsseldorf hatte zum Saisonende ebenfalls 84 Punkte, die bessere Tordifferenz gab den Ausschlag für den KFC. Einen entscheidenden Beitrag dazu leistete Jochen Höfler, der mit 29 Treffern Torschützenkönig wurde. Der Aufstieg der Uerdinger in die NRW-Liga war der erste des Vereins seit 17 Jahren (damals in die Bundesliga). Nur zwei Tage danach verkündete Lakis Kourkoudialos, er strebe den direkten Durchmarsch in die Regionalliga an.
Der Aufstieg in die neu eingeführte Regionalliga West wurde in der Saison 2011/12 verpasst. Mit Platz 8 in der NRW-Liga qualifizierte sich der KFC aufgrund des Aufstiegsverbots für die besser platzierten Zweitvertretungen der Drittligamannschaften von Alemannia Aachen und Arminia Bielefeld für zwei Relegationsspiele gegen den Meister der Niederrheinliga, den FC Kray. Die als Favorit geltenden Krefelder verloren beide Spiele gegen den Essener Stadtteilverein (0:1 daheim, 0:2 auswärts), so dass sie auch in der Saison 2012/13 fünftklassig antreten mussten – nach Auflösung der NRW-Liga jedoch in der Oberliga Niederrhein. Der KFC meisterte die Hinrunde der Oberligasaison 2012/13 ohne Niederlage und stand am 24. April 2013 vorzeitig als Aufsteiger in die Regionalliga West fest.
Die Saison 2013/14 verlief schlecht. Am 20. September 2013 kam es gegen die Sportfreunde Lotte mit einem 0:7. Zuvor war dem KFC bereits der erste Saisonsieg gegen SG Wattenscheid 09 aberkannt worden, weil zu wenige U23-Spieler im Kader gestanden hatten. Am Saisonende belegte der KFC nur Platz 17, der eigentlich den Abstieg bedeutet hätte. Da Bayer Leverkusen seine U23-Mannschaft aus der Regionalliga West abmeldete und aus der Oberliga Mittelrhein nur ein Verein (vorgesehen waren zwei Vereine) aufsteigen durfte (Arminia Bielefeld II hatte zwar die Lizenz beantragt, durfte aber wegen des Abstiegs der ersten Mannschaft nicht aufsteigen) und sich Fortuna Köln im Aufstiegsduell zur 3. Liga gegen den FC Bayern München II knapp durchsetzte, verblieb der KFC weiterhin in der Regionalliga. Aus Dankbarkeit überreichte der KFC am 5. Juni ein Fass Bier an Fortuna Köln. Am 8. Mai 2015 teilte der Westdeutsche Fußball- und Leichtathletikverband (WFLV) mit, dass der KFC keine Zulassung für die Regionalliga-Saison 2015/16 erhalten würde. Am 13. Mai 2015 wurde die Entscheidung vom WFLV zwar revidiert, doch der sportliche Abstieg verhinderte dann den Verbleib in der Regionalliga.
Zurück in der Oberliga Niederrhein verpasste der Verein in der Saison 2015/16 als Zweitplatzierter den Wiederaufstieg in die Regionalliga.

### Einstieg von Ponomarjow und Rückkehr in den Profifußball (2016–2021)
| Saison  | Liga                 | Level | Platz | Tore  | Punkte |
| ------- | -------------------- | ----- | ----- | ----- | ------ |
| 2016/17 | Oberliga Niederrhein | V     | 01.   | 83:20 | 86     |
| 2017/18 | Regionalliga West    | IV    | 01.   | 68:24 | 76     |
| 2018/19 | 3. Liga              | III   | 11.   | 47:62 | 48     |
| 2019/20 | 3. Liga              | III   | 13.   | 40:54 | 48     |
| 2020/21 | 3. Liga              | III   | 16.   | 38:50 | 41     |

Ende Juni 2016 legte der amtierende Präsident Agissilaos „Lakis“ Kourkoudialos sein Amt als 1. Vorsitzender nieder. Sein Nachfolger wurde Michail Ponomarjow, der in den folgenden Jahren das Ziel verfolgte, den Verein zurück in den Profifußball zu führen. In der Saison 2016/17 stieg der KFC souverän in die Regionalliga West auf. Sportlich verlief die Hinrunde sehr erfolgreich, unter anderem blieb man über neun Spiele in Folge ohne Gegentor. Es folgten 10 Siege und ein Unentschieden, wodurch sich der KFC Uerdingen die zwischenzeitlich an Viktoria Köln verlorene Tabellenführung zurückerobern konnte und Meister der Regionalliga West wurde. Der per Losentscheid festgelegte Relegationsgegner war der SV Waldhof Mannheim als Tabellenzweiter der Regionalliga Südwest. Nach einem 1:0-Heimspielsieg im Hinspiel wurde das Rückspiel im Mannheimer Carl-Benz-Stadion beim Stand von 1:2 für die Krefelder aufgrund von Zuschauerausschreitungen in der 82. Minute abgebrochen. Das Spiel wurde später mit 2:0 für den KFC Uerdingen gewertet, womit der Verein in die 3. Liga aufstieg und nach 19 Jahren in den Profifußball zurückkehrte.
Die Heimspiele in der Saison 2018/19 absolvierte man in der Schauinsland-Reisen-Arena in Duisburg. Am Ende der Saison belegte man den 11. Tabellenplatz und gewann in Wuppertal gegen den Wuppertaler SV den Niederrheinpokal (2:1), wodurch sich der KFC erstmals seit 2001/02 für den DFB-Pokal qualifizierte.
Die Heimspiele der Saison 2019/20 musste der KFC in der Merkur Spiel-Arena in Düsseldorf austragen, da die Sanierung des heimischen Grotenburg-Stadions langsamer voranschritt als angenommen. In Düsseldorf wurde auch die DFB-Pokal-Partie gegen Borussia Dortmund (0:2) ausgetragen. Der KFC schloss die Saison, die aufgrund der COVID-19-Pandemie zeitweise unterbrochen war, mit 48 Punkten auf dem 13. Platz ab.
Anfang Dezember 2020 gab Ponomarjow bekannt, aufgrund der stagnierenden Entwicklung spätestens zum Saisonende beim KFC auszusteigen. Am 13. Januar 2021 traten Ponomarjow und sein Stellvertreter Nicolas Weinhardt, der gleichzeitig Geschäftsführer der Fußball GmbH ist, von ihren Ämtern beim KFC Uerdingen e. V. zurück. Am 21. Januar 2021 gab die Fußball GmbH die Einleitung eines Insolvenzverfahrens in Eigenverwaltung bekannt. Dies führte zu 3 Punkten Abzug in der laufenden Saison, womit die Mannschaft in den Abstiegskampf geriet. Der Antrag wurde später dahingehend abgeändert, das Verfahren nicht in Eigenverwaltung durchzuführen, sodass vom Amtsgericht Krefeld ein vorläufiger Insolvenzverwalter bestellt wurde.
Am 10. Februar 2021 wurde der Verkauf der Ponomarjow-Anteile (97,5 %) an die Noah Company des Armeniers Roman Geworkyan bekannt gegeben. Da der Verein zum wiederholten Male die Miete für die Merkur Spiel-Arena nicht bezahlt hatte und eine Rückkehr nach Krefeld immer noch nicht möglich war, musste man im Februar 2021 für die restlichen Heimspiele in das Stadion am Lotter Kreuz in Lotte umziehen. Am 1. März 2021 wurde vom Amtsgericht Krefeld das Insolvenzverfahren gegen die KFC Uerdingen 05 Fußball GmbH wegen Zahlungsunfähigkeit und Überschuldung eröffnet. Anfang Juni 2021 gab der Verein bekannt, dass die Lizenzauflagen für die 3. Liga nicht erfüllbar seien. Der Insolvenzverwalter hatte sich mit dem Investorenvertreter Roman Geworkyan auf einen Neustart in der Regionalliga West verständigt; Geworkyan stand für diesen aber nicht mehr zur Verfügung und zog sich umgehend zurück. Daher gab es für die Fußball GmbH keine positive Fortführungsprognose mehr, sodass der von den Insolvenzgläubigern beschlossene Insolvenzplan nicht mehr durchführbar war. Das Insolvenzverfahren wurde nunmehr fortgesetzt und die GmbH liquidiert.

### Gegenwart (seit 2021)
| Saison  | Liga                 | Level | Platz | Tore  | Punkte | Spiele |
| ------- | -------------------- | ----- | ----- | ----- | ------ | ------ |
| 2021/22 | Regionalliga West    | IV    | 19.   | 39:96 | 27     | 38     |
| 2022/23 | Oberliga Niederrhein | V     | 06.   | 80:58 | 72     | 40     |
| 2023/24 | Oberliga Niederrhein | V     | 03.   | 56:40 | 58     | 32     |
| 2024/25 | Regionalliga West    | IV    |       |       |        |        |

Zurück in der Viertklassigkeit konnte der KFC aufgrund der finanziellen Schwierigkeiten zu Saisonbeginn keine konkurrenzfähige Mannschaft in der Regionalliga West aufstellen. Erst am 10. Spieltag gelang der erste Sieg, wenige Tage später kassierte der KFC gegen Rot-Weiss Essen mit einem 0:11 die höchste Niederlage der Vereinsgeschichte. Für die Heimspiele wurde das Stadion Velbert in Velbert angemietet, da die Grotenburg weiterhin nicht genutzt werden konnte. Nachdem die Gläubiger dem vorgelegten Insolvenzplan Anfang Januar 2022 zugestimmt hatten, wurde das Insolvenzverfahren über das Vermögen des e. V., der mit Zahlung der vereinbarten Beträge „vollständig und umfassend von sämtlichen Altschulden befreit“ war, am Ende des Monats beendet. Im April 2022 kehrte der KFC zum vorletzten Heimspiel, vor dem der Abstieg in die Oberliga Niederrhein bereits feststand, nach fast 4 Jahren in das Grotenburg-Stadion zurück. In der anschließenden Oberliga-Saison 2022/23 wurde der Aufstieg deutlich verfehlt.
Trotz des großen Fan-Zuspruchs musste der Verein „Altlasten im höheren sechsstelligen Bereich“ einräumen. Dazu kam, dass der Hauptsponsor „dasbob“ fällige Sponsorengelder nicht überwies, sodass der KFC den Sponsoring-Vertrag wegen Zahlungsverzuges außerordentlich und fristlos kündigte. Währenddessen konnte die Mannschaft im Niederrheinpokal den Drittligisten MSV Duisburg aus dem Wettbewerb werfen (1:0) und schied erst im Viertelfinale gegen Rot-Weiss Essen aus. Nach gescheiterten Versuchen verschiedener Vorstände, Darlehen zu akquirieren, drohte dem KFC zum Saisonende eine erneute Insolvenz, die womöglich auch die Löschung aus dem Vereinsregister zur Folge hätte haben können. Kurzfristig konnte die „prognostizierte Liquiditätslücke“ auch aufgrund vieler Spenden der Fans geschlossen und eine erneute Insolvenz erst einmal abgewendet werden. Der KFC qualifizierte sich mit einem 3:1 gegen die Spielvereinigung Schonnebeck vor 5.600 Zuschauern für die Regionalliga West. Die Saison 2023/24 schloss der KFC zwar nur auf dem 3. Tabellenplatz ab, steigt aber aufgrund des Verzichts auf das Aufstiegsrecht der besser platzierten SpVg Schonnebeck und der SF Baumberg in die Regionalliga West auf. Für die Regionalliga-Saison 2024/25 wurde der Sportdirektor Adalet Güner verpflichtet, und unter Verdankung der geleisteten Dienste am 6. Oktober 2024 wieder entlassen. Am 13. Januar 2025 stellte das Finanzamt Krefeld beim Amtsgericht Krefeld Antrag auf Eröffnung des Insolvenzverfahrens gegen den Verein wegen Steuerrückständen. Mit Beschluss vom 28. Januar 2025 hat das Amtsgericht Krefeld als Insolvenzgericht aufgrund des zulässigen Insolvenzeröffnungsantrages des Finanzamtes Krefeld den Rechtsanwalt Thomas Ellrich aus Düsseldorf zum vorläufigen Insolvenzverwalter ernannt; mit weiterem Beschluss vom 1. April 2025 hat das Amtsgericht Krefeld das Insolvenzverfahren wegen Zahlungsunfähigkeit und Überschuldung eröffnet und den bisherigen vorläufigen Insolvenzverwalter in seinem Amt bestätigt. Am 22. April 2025 zog der Insolvenzverwalter den Verein aus wirtschaftlichen Gründen mit sofortiger Wirkung vom Spielbetrieb zurück und stellte alle Spieler frei. Am 28. April 2025 ist beim Amtsgericht Krefeld die Anzeige des Insolvenzverwalters eingegangen, dass Masseunzulänglichkeit vorliegt. Zur Saison 2025/26 nimmt man am Spielbetrieb in der fünftklassigen Oberliga Niederrhein teil.

## Statistiken

### Ligazugehörigkeit des KFC Uerdingen
Ab der Saison 2008/09 spielte der KFC Uerdingen in der Niederrheinliga (innerhalb des Fußballverbandes Niederrhein die höchste und deutschlandweit die sechsthöchste Herren-Spielklasse), die früher als Verbandsliga Niederrhein bezeichnet wurde. 2011 stieg der KFC nach drei Jahren Abwesenheit wieder in die fünftklassige NRW-Liga auf. 2012 wurde Uerdingen nach Auflösung der NRW-Liga in die fünftklassige Oberliga Niederrhein eingegliedert.

### Namenshistorie
- 1905–1945: FC Uerdingen 05
- 1941–1945: zusammen mit dem VfB Uerdingen 1910 in der KGS Uerdingen (Kriegsspielgemeinschaft)
- 1945–1948: Spielvereinigung 05/10 Uerdingen (Zwischenzeitliche Fusion mit dem VfB Uerdingen 1910)
- 1948–1953: FC Uerdingen 05
- 1953–1995: FC Bayer 05 Uerdingen
- seit 1995 0: KFC Uerdingen 05

### Vereinswappenhistorie

1905–1953
1953–1980
1980–1987
1987–1995
1995–1996
1996–heute

### Trainer seit 1970
- 1970–1977: Klaus Quinkert
- 1977–1979: Siegfried Melzig
- 1979–1981: Horst Buhtz
- 1981–1983: Werner Biskup
- 1983–0000: Hans-Dieter Tippenhauer
- 1983–1984: Timo Konietzka
- 1984–1987: Karl-Heinz Feldkamp
- 1987–0000: Horst Köppel
- 1987–1989: Rolf Schafstall
- 1989–1990: Horst Wohlers
- 1990–0000: Felix Magath[49]
- 1990–1992: Timo Konietzka
- 1992–1996: Friedhelm Funkel
- 1996–1997: Hans-Ulrich Thomale
- 1997–1998: Jürgen Gelsdorf
- 1998–1999: Henk ten Cate
- 1999–0000: Ernst Middendorp
- 1999–0000: Herbert Schäty
- 1999–2000: Peter Vollmann
- 2000–2002: Jos Luhukay
- 2002–2004: Claus-Dieter Wollitz
- 2004–2006: Wolfgang Maes
- 2006–2007: Jürgen Luginger
- 2007–2008: Aleksandar Ristić
- 2008–0000: Klaus Berge
- 2008–0000: Richard Towa
- 2008–2009: Uwe Weidemann
- 2009–2010: Wolfgang Maes 1
- 2010–0000: Edgar Schmitt
- 2010–2011: Peter Wongrowitz
- 2011–2012: Jörg Jung
- 2012–0000: Erhan Albayrak & Ronny Kockel 1
- 2012–2014: Eric van der Luer
- 2014–0000: Erhan Albayrak 1
- 2014–0000: Ersan Tekkan 1
- 2014–2015: Murat Salar
- 2015–0000: Horst Riege 1
- 2015–2016: Michael Boris
- 2016–0000: Gerd Gotsche & Horst Riege 1
- 2016–0000: Jörn Großkopf
- 2016–2017: André Pawlak
- 2017–2018: Michael Wiesinger
- 2018–2019: Stefan Krämer
- 2019–0000: Stefan Reisinger 1
- 2019–0000: Norbert Meier
- 2019–0000: Frank Heinemann 1
- 2019–0000: Heiko Vogel
- 2019–0000: Stefan Reisinger 1
- 2019–2020: Daniel Steuernagel (gemeinsam mit Teamchef Reisinger)
- 2020–2021: Stefan Krämer
- 2021–0000: Stefan Reisinger 1
- 2021–0000: Jürgen Press (gemeinsam mit Teamchef Reisinger)
- 2021–0000: Dmitri Woronow
- 2021–0000: Patrick Schneider 1
- 2021–2022: Alexander Voigt
- 2022–0000: Patrick Schneider 1
- 2022–2023: Björn Joppe
- 2023–0000: Dmitri Woronow 1
- 2023–2024: Marcus John
- 202400000: Lewan Qenia
- 202400000: Michél Mazingu-Dinzey
- 2024–0000: René Lewejohann

## Vereinsstruktur
Das oberste Organ des Vereins ist die Mitgliederversammlung. Die Mitglieder wählen für fünf Jahre den fünf- bis siebenköpfigen Ehrenrat. Auf Vorschlag des Ehrenrats wählen die Mitglieder zudem für drei Jahre den dreiköpfigen Verwaltungsrat. Dieser bestellt den Vorstandsvorsitzenden sowie auf dessen Vorschlag die übrigen Mitglieder des Vorstands, der mindestens drei Mitglieder haben muss, und kontrolliert diesen. Der Vorstand führt die Geschäfte des Vereins. Die kommissarischen Vorstandsmitglieder sind seit Anfang Juli 2024 im Amt, der neue Vorstandsvorsitzende seit Mitte Juli 2024.
Verwaltungsrat
- Vorsitzender: Nils Gehlings
- Stellvertretender Vorsitzender: Harald Grassen
- Mohammadi Akhabach
- Klaus Bäcker
- Frank Hucken

Vorstand
- Vorsitzender: Thomas Platzer[52]
- Dmitry Voronov[53]
- Christian Ritzenfeld[53]

## Erfolge
- Niederrheinpokalsieger: 1982 (Amateure), 2001, 2019
- DFB-Pokalsieger: 1985
- Europapokal der Pokalsieger: Halbfinalist 1986
- DFB-Hallenpokalsieger: 1988
- Intertotocupsieger: 1988, 1990, 1991, 1992
- Meister 2. Bundesliga Nord: 1992
- Meister Regionalliga West: 2018
- A-Jugend-Meister 1987
- B-Jugend-Meister 1987
- DFB-Pokal der Junioren 1998

## Rekorde
- Höchster Heimsieg: 8:0 gegen den Cronenberger SC (Oberliga Niederrhein 2016/17)
- Höchste Heimniederlage: 0:11 gegen Rot-Weiss Essen (Regionalliga West 2021/22)
- Höchster Auswärtssieg: 7:0 bei Wacker 04 Berlin (2. Liga Nord 1978/79)
- Höchste Auswärtsniederlage: 0:7 bei Bayer 04 Leverkusen (2. Liga Nord 1977/78)
- Höchster Sieg im Profifußball: 8:2 gegen Eintracht Gelsenkirchen (Regionalliga West 1973/74, damals zweithöchste Spielklasse)
- Höchster Zuschauerschnitt: 17.349 (Bundesliga 1994/95)
- Meiste Tore eines Spielers in einem Spiel: fünf (erzielt von Daniel Teixeira beim 7:1-Auswärtssieg bei TeBe Berlin, Regionalliga Nord 2000/01)
- Jüngster Torschütze (im Profifußball): Sebastian Hahn, 17 Jahre, 7 Monate, 19 Tage (beim 4:1-Auswärtssieg beim Chemnitzer FC, 2. Bundesliga 1993/94)
- Ältester Torschütze (im Profifußball): Sigfried Held, 38 Jahre, 7 Monate, 0 Tage (bei einer 2:3-Niederlage beim VfB Stuttgart, Bundesliga 1980/81)
- Jüngster eingesetzter Spieler: Stephan Wanneck, 17 Jahre, 2 Monate, 0 Tage (bei einer 1:2-Niederlage beim 1. FC Bocholt, Oberliga Nordrhein 2005/06) [Zum ersten Mal in einem Pflichtspiel zum Einsatz kam Wanneck bereits am 7. Dezember 2005, als er beim 5:0-Heimsieg gegen Yurdumspor Köln in der 77. Minute für Markus Ehrhard eingewechselt wurde (und er erst 16 Jahre und 347 Tage alt war), doch da sämtliche Partien der Kölner annulliert wurden, handelt es sich dabei nun „nur noch“ um einen inoffiziellen Rekord]
- Ältester eingesetzter Spieler: Agissilaos Kourkoudialos, 47 Jahre, 5 Tage (bei einem 2:0-Sieg gegen Ratingen 04/19 in der Oberliga Niederrhein 2012/13 spielte der damalige Präsident am letzten Spieltag für einige Minuten, als der Aufstieg bereits feststand [und verschoss einen Elfmeter][54])

(berücksichtigt wurden jeweils nur Liga-Partien)
| Rang | Spieler           | Spiele | Tore |
| ---- | ----------------- | ------ | ---- |
| 1    | Friedhelm Funkel  | 479    | 137  |
| 2    | Norbert Brinkmann | 437    | 012  |
| 3    | Franz Raschid     | 401    | 058  |
| 4    | Ludger van de Loo | 271    | 016  |
| 5    | Paul Hahn         | 262    | 017  |
| 6    | Wolfgang Funkel   | 251    | 043  |
| 7    | Dietmar Klinger   | 247    | 018  |
| 8    | Ludwig Lurz       | 240    | 016  |
| 9    | Matthias Herget   | 239    | 035  |
| 100  | Bernd Dreher      | 217    | 000  |

| Rang | Spieler             | Tore | Spiele |
| ---- | ------------------- | ---- | ------ |
| 1    | Friedhelm Funkel    | 1370 | 479    |
| 2    | Jan Mattson         | 69   | 125    |
| 3    | Franz Raschid       | 58   | 401    |
| 4    | Wolfgang Lüttges    | 55   | 126    |
| 5    | Emrah Uzun          | 51   | 119    |
| 6    | Stefan Kuntz        | 44   | 119    |
| 7    | Wolfgang Funkel     | 43   | 251    |
| 8    | Manfred Burgsmüller | 39   | 052    |
| 8    | Issa Issa           | 39   | 081    |
| 8    | Markus Feldhoff     | 39   | 111    |

(Stand: 11. Februar 2021)

## Bekannte Spieler (Auswahl)
Während seiner 14 Erstligajahre hatte der KFC/FC Bayer immer wieder deutsche und ausländische Nationalspieler in seinen Reihen. Weitere Akteure gingen aus der Jugend des Vereins hervor und entwickelten sich dann nach dem Wechsel zu finanzstärkeren Clubs zu Topspielern. Der Verein war und ist also Ausbildungsstätte bzw. Durchgangsstation für talentierte Fußballer, die dann bei den Vereinen der drei höchsten Fußballklassen ihr Können unter Beweis stellen können. Eine gesamte Liste sämtlicher bei Wikipedia vertretener Ex-Spieler des Vereins findet sich auf dieser Seite: Kategorie:Fußballspieler (KFC Uerdingen 05).
| - Stefan Aigner - Aílton - Ioannis Alexiou - Alexander Bade - Jan Bartram - Maximilian Beister - Oliver Bierhoff - Günter Bittengel - Rudi Bommer - Norbert Brinkmann - Manfred Burgsmüller - Werner Buttgereit - Stéphane Chapuisat - Mustafa Doğan - Bernd Dreher - Atli Eðvaldsson - Heinz-Werner Eggeling - Holger Fach - Peter Falter | - Horst Feilzer - Markus Feldhoff - Friedhelm Funkel - Wolfgang Funkel - Sergej Gorlukowitsch - Adriano Grimaldi - Kevin Großkreutz - Paul Hahn - Jan Heintze - Sigfried Held - Matthias Herget - Paul Hesselbach - Mohamadou Idrissou - Rudi Istenič - Slatko Jankow - Simon Jentzsch - Axel Jüptner - Sascha Jusufi - Frank Kirchhoff | - Jan Kirchhoff - Michael Klein - Dietmar Klinger - Lorenz-Günther Köstner - Manfred Kroke - Stefan Kuntz - Tomasz Kuszczak - Heiko Laeßig - Lárus Guðmundsson - Brian Laudrup - Marek Lesniak - Ludger van de Loo - Peter Loontiens - Ludwig Lurz - Dominic Maroh - Jan Mattsson - Erik Meijer - Stephan Paßlack - Heiko Peschke | - Mario Posch - Robert Prytz - Helmut Rahner - Franz Raschid - Hannes Reinmayr - Wolfgang Rolff - Tuukka Salonen - Wolfgang Schäfer - Jörg Scherbe - Horst Steffen - Daniel Teixeira - Omar Haktab Traoré - Christian Vander - Werner Vollack - Stefan Wächter - Marcus Wedau - Marcel Witeczek - Karl-Heinz Wöhrlin - Claus-Dieter Wollitz |

## Grotifant
Das Maskottchen des KFC Uerdingen 05 ist der „Grotifant“ (abgeleitet vom Grotenburg-Stadion und Kofferwort mit „Elefant“) und gilt als eines der bekanntesten Fußballmaskottchen des Landes. Regelmäßig schaffte es das „berüchtigte Maskottchen“ (11 Freunde), überregionale Aufmerksamkeit durch Auseinandersetzungen mit dem Schiedsrichter, Fans oder sogar Spielern der gegnerischen Mannschaft zu erzeugen. Vierzehn Jahre lang steckte Andreas Bosheck, genannt „Bossi“, im Kostüm des Grotifanten, ehe er zur Saison 2017/18 in den Betreuerstab des Vereins wechselte.

## Fans
Der KFC Uerdingen verfügt über eine große Fanszene, die sich trotz zahlreicher zwischenzeitlicher Abstiege nun wieder im Wachstum befindet. So konnte der KFC seine Zuschauerzahlen in den letzten Jahren wieder erhöhen. Im Schnitt kamen 3.000 Zuschauer zu den Heimspielen in die Grotenburg im Aufstiegsjahr 2017/18. Zum Stadtderby „beim“ VfR Fischeln (bis auf eines fanden alle Stadtderbys aus Platzgründen in der Grotenburg statt) in der Saison 2009/10 kamen im Hinspiel sogar 7.500 Zuschauer. Uerdingen 05 wurde in der Oberliga auch auswärts stets von mehreren Hundert Zuschauern begleitet. Eine Ultraszene entwickelte sich Mitte der 1990er Jahre, die seit dem Jahr 2000 in den „Ultras Krefeld“ eine Heimat gefunden hat.
1995 veröffentlichte die Krefelder Hip-Hop-Band Hörzu in Zusammenarbeit mit dem Verein das Fan-Lied „Bayer Uerdingen“, welches auf dem „Sat 1-Ran! Die Fußball-Hits 2“-Sampler und kurz darauf neu aufgelegt als Maxi-CD „KFC Uerdingen“ erschien. Hörzu spielten das Lied im ausverkauften Grotenburg-Stadion während der Halbzeitpause einer Partie gegen Bayern München.
Prominente Fans des Vereins sind unter anderem der Rock-Musiker Pete Doherty, der in seiner Jugend einige Jahre in Krefeld gewohnt hat, TV-Moderator Elton sowie der Humorist und Moderator Johannes Floehr, der eine Zeit lang nach Heimspielen den „Fan-Talk“ mit Spielern moderierte. Auch der Autor Christian Krumm ist KFC-Fan und verfasste 2019 das Buch „111 Gründe, den KFC Uerdingen zu lieben: Eine Liebeserklärung an den großartigsten Fußballverein der Welt“, erschienen bei Schwarzkopf & Schwarzkopf.
Seit der Regionalliga-Saison 2017/18 wählen die Fans gemeinsam mit dem Fan-Radio Radio BlauRot den Spieler der Saison. Dieser Preis heißt, angelehnt an den bekannten Fan Kalle Krahn „Kalle des Jahres“. Bisherige Gewinner sind Maximilian Beister (17/18), Christopher Schorch (18/19), René Vollath (19/20), Assani Lukimya (20/21), Jovan Jovic (21/22) und Alexander Lipinski (22/23, 23/24).
Der Krefelder Kabarettist und Schauspieler Rüdiger Höfken, gebürtiger Uerdinger und seit über 40 Jahren Fan der Mannschaft, schreibt 2020 das Theaterstück „Das Wunder von der Grotenburg“, das sich mit dem „Jahrhundertspiel“, dem 7:3 gegen Dynamo Dresden am 19. März 1986 im Viertelfinale des Europapokals der Pokalsieger, auseinandersetzt. Das Stück feierte 2021 seine Uraufführung an den Vereinigten Städtischen Bühnen Krefeld/Mönchengladbach und erlebte bis Ende 2022 mehr als 25 Aufführungen.
Fanfreundschaften gibt es sowohl in die Niederlande zum VVV-Venlo, als auch nach Österreich zum Grazer AK.